# Ciudad de la Paz
Ciudad de la Paz (tiếng Pháp: Ville de Paix, tiếng Bồ Đào Nha: Cidade da Paz) (Tên cũ: Oyala) là một thành phố ở Guinea Xích Đạo đang được xây dựng để thay thế Malabo trở thành thủ đô quốc gia. Được thành lập như một quận nội thành ở Wele-Nzas vào năm 2015, hiện nay là trụ sở hành chính của Djibloho, tỉnh mới nhất của Guinea Xích Đạo được thành lập vào năm 2017 và nằm gần thị trấn Mengomeyén. Năm 2017, thành phố chính thức được đổi tên thành Ciudad de la Paz ("Thành phố của Hòa bình").
Vị trí quy hoạch của thành phố đã được chọn để dễ dàng tiếp cận và khí hậu trong lành. Đáng chú ý là trên đất liền, trái ngược với Malabo, trên đảo Bioko. Nó được thiết kế bởi Studio Bồ Đào Nha Kiến trúc và Đô thị FAT - Tư duy Kiến trúc Tương lai. Dự kiến sẽ là nơi định cư của khoảng 200.000 cư dân, một tòa nhà Quốc hội mới và một số biệt thự của tổng thống với diện tích 8150 ha. Việc xây dựng thủ đô mới này đã bị chỉ trích bởi phe đối lập chính trị đối với Tổng thống Teodoro Obiang, động lực đằng sau sáng kiến. Chính phủ Guinea Xích đạo bắt đầu chuyển đến thành phố vào đầu năm 2017.

## Địa lý

### Vị trí
Oyala - Ciudad de la Paz nằm gần trung tâm của Río Muni, phần lục địa của Guinea Xích đạo. Nó nằm giữa các thành phố Bata và Mongomo và cách sân bay Mengomeyén 20 km. Nguồn cung cấp điện dựa vào Đập Djibloho 120 MW ở quận Djibloho Evinayong.

### Khí hậu
Oyala - Ciudad de la Paz có khí hậu nhiệt đới nằm giữa khí hậu nhiệt đới gió mùa và khí hậu thảo nguyên nhiệt đới. Thành phố có lượng mưa tổng thể cao, trung bình 2142 mm một năm, hỗ trợ các khu rừng nhiệt đới tươi tốt trong khu vực. Có một mùa ẩm ướt rộng rãi, kéo dài 10 tháng trong năm từ tháng 9 đến tháng 6, và một mùa khô ngắn và mát hơn một chút bao gồm hai tháng còn lại, tháng 7 và tháng 8. Cũng có một đợt khô hơn đáng kể, mặc dù vẫn ẩm ướt, kéo dài vào tháng 12 và tháng 1. Nhiệt độ vẫn rất ấm áp trong suốt cả năm, mặc dù thấp hơn mức có thể mong đợi ở những nơi khác có cùng khí hậu, đặc biệt là khi xem xét vị trí gần đường xích đạo.
| Dữ liệu khí hậu của Ciudad de la Paz | Dữ liệu khí hậu của Ciudad de la Paz | Dữ liệu khí hậu của Ciudad de la Paz | Dữ liệu khí hậu của Ciudad de la Paz | Dữ liệu khí hậu của Ciudad de la Paz | Dữ liệu khí hậu của Ciudad de la Paz | Dữ liệu khí hậu của Ciudad de la Paz | Dữ liệu khí hậu của Ciudad de la Paz | Dữ liệu khí hậu của Ciudad de la Paz | Dữ liệu khí hậu của Ciudad de la Paz | Dữ liệu khí hậu của Ciudad de la Paz | Dữ liệu khí hậu của Ciudad de la Paz | Dữ liệu khí hậu của Ciudad de la Paz | Dữ liệu khí hậu của Ciudad de la Paz |
| Tháng                                | 1                                    | 2                                    | 3                                    | 4                                    | 5                                    | 6                                    | 7                                    | 8                                    | 9                                    | 10                                   | 11                                   | 12                                   | Năm                                  |
| ------------------------------------ | ------------------------------------ | ------------------------------------ | ------------------------------------ | ------------------------------------ | ------------------------------------ | ------------------------------------ | ------------------------------------ | ------------------------------------ | ------------------------------------ | ------------------------------------ | ------------------------------------ | ------------------------------------ | ------------------------------------ |
| Trung bình ngày tối đa °C (°F)       | 27.7 (81.9)                          | 28.2 (82.8)                          | 28.4 (83.1)                          | 28.2 (82.8)                          | 27.8 (82.0)                          | 26.4 (79.5)                          | 25.2 (77.4)                          | 25.6 (78.1)                          | 26.3 (79.3)                          | 26.9 (80.4)                          | 26.9 (80.4)                          | 27.1 (80.8)                          | 27.1 (80.8)                          |
| Trung bình ngày °C (°F)              | 23.1 (73.6)                          | 23.2 (73.8)                          | 23.2 (73.8)                          | 23.3 (73.9)                          | 23.1 (73.6)                          | 22.2 (72.0)                          | 21.1 (70.0)                          | 21.2 (70.2)                          | 21.9 (71.4)                          | 22.3 (72.1)                          | 22.4 (72.3)                          | 22.9 (73.2)                          | 22.5 (72.5)                          |
| Tối thiểu trung bình ngày °C (°F)    | 18.5 (65.3)                          | 18.3 (64.9)                          | 18.1 (64.6)                          | 18.4 (65.1)                          | 18.4 (65.1)                          | 18.0 (64.4)                          | 17.0 (62.6)                          | 16.9 (62.4)                          | 17.6 (63.7)                          | 17.8 (64.0)                          | 17.9 (64.2)                          | 18.7 (65.7)                          | 18.0 (64.4)                          |
| Lượng mưa trung bình mm (inches)     | 89 (3.5)                             | 181 (7.1)                            | 228 (9.0)                            | 270 (10.6)                           | 240 (9.4)                            | 125 (4.9)                            | 14 (0.6)                             | 37 (1.5)                             | 233 (9.2)                            | 352 (13.9)                           | 254 (10.0)                           | 119 (4.7)                            | 2.142 (84.4)                         |
| Nguồn: Climate-Data.org              |                                      |                                      |                                      |                                      |                                      |                                      |                                      |                                      |                                      |                                      |                                      |                                      |                                      |

## Quy hoạch và xây dựng

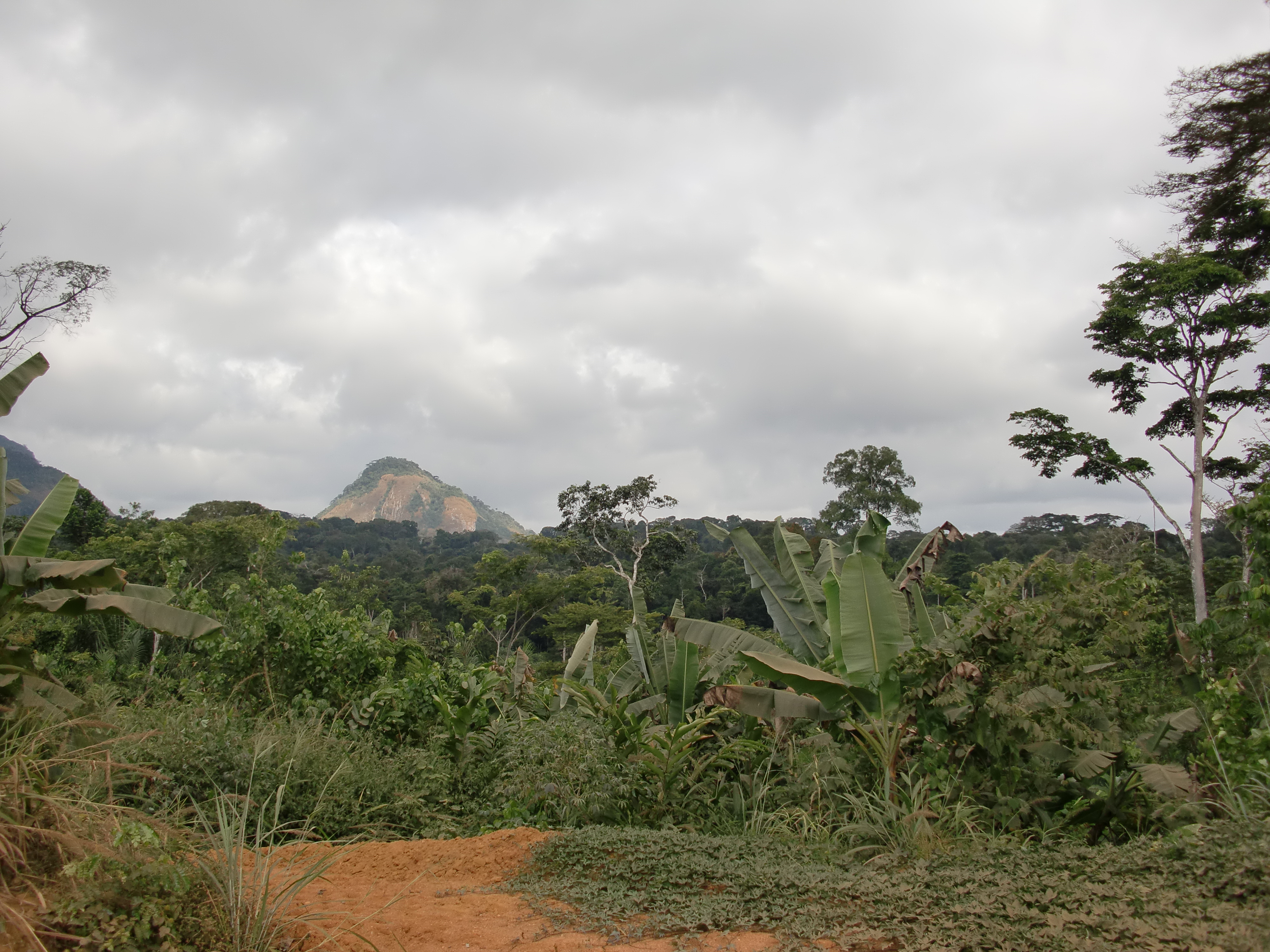
Rừng tại Oyala

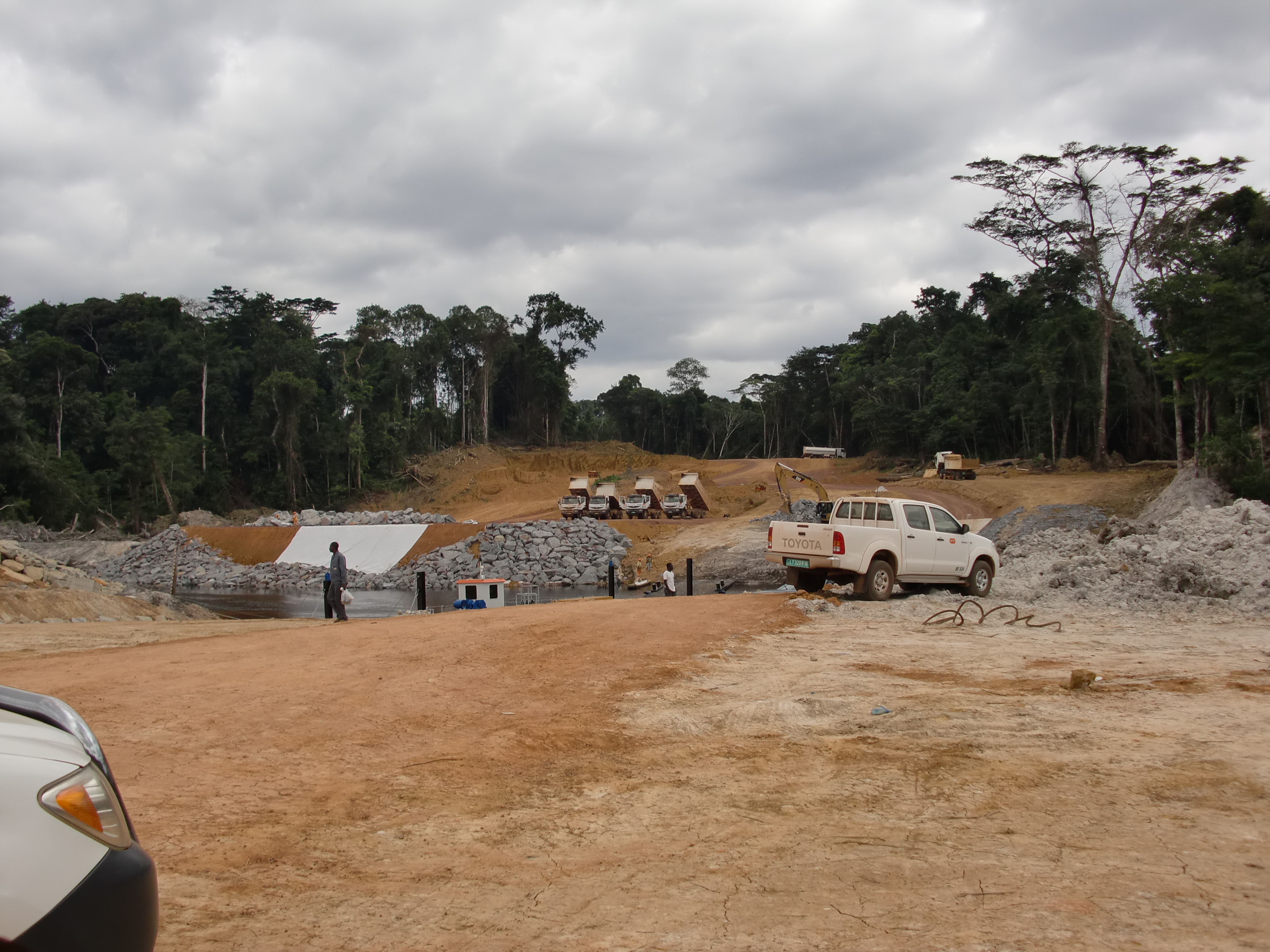
Cầu hướng đến dinh tổng thống đang xây dựng (2010)

Ở giữa khu rừng chưa phát triển, chính phủ có kế hoạch xây dựng một thành phố mới làm trụ sở chính phủ trong tương lai. Nó sẽ là trụ sở của tổng thống, chính phủ, hành chính, cảnh sát và lãnh đạo quân đội và thay thế thủ đô Malabo hiện tại. Thành phố đang được thiết kế để chứa 160.000–200.000 người, sống trên diện tích 81,5 km2. Điều này tương ứng với khoảng một phần tư dân số của Guinea Xích đạo.
Một sân gôn, một trường đại học và một khách sạn sang trọng đã được hoàn thành vào năm 2013 và một đường cao tốc sáu làn xe gần như đã hoàn thành. Trong quy hoạch là các tòa nhà chính phủ, khu tài chính và các khu dân cư. Ba cây cầu và đường cao tốc đã hoàn thành hoặc đang được xây dựng. Sẽ có một kết nối giữa thành phố và sân bay mới ở Mengomeyen (quê hương của tổng thống). Tầm quan trọng chiến lược của thành phố cảng Bata sẽ được phát triển đối với nước láng giềng Gabon và Trung Phi. Đối với đường cao tốc, những khu rừng khổng lồ đã bị phá sạch và các làn đường bị thổi tung. Phòng Thương mại Bồ Đào Nha (AICEP) cho biết thành phố nên sử dụng năng lượng tái tạo và bền vững.
Nguồn vốn được cung cấp thông qua AICEP. Các kế hoạch đến từ một văn phòng kiến trúc Bồ Đào Nha. Đến năm 2020, thành phố sẽ được hoàn thành. Công việc xây dựng sẽ được hỗ trợ bởi Trung Quốc, Ba Lan, Brazil và Triều Tiên. Việc xây dựng phải đối mặt với sự chậm trễ, chẳng hạn như, theo các báo cáo chưa được xác nhận, Tổng thống Obiang đã ra lệnh chuyển một tòa nhà vì ông không thích quang cảnh này. Ngoài ra, tất cả các nguyên liệu đều được nhập khẩu.

## Thiết kế đô thị
Thành phố được thiết kế bởi kiến trúc đô thị Bồ Đào Nha FAT - Tư duy kiến trúc tương lai. Các ước tính về quy mô dân số cuối cùng của thành phố đã được sửa đổi từ 65.000 ban đầu thành từ 160.000 đến 200.000.
Thành phố sẽ được xây dựng trên diện tích 8.150 ha (81,5 km2 hay 20.100 mẫu Anh). Theo FAT, dự án Djibloho "kết hợp hiện đại và tôn trọng cội nguồn văn hóa của đất nước, thúc đẩy bản sắc địa phương và sự giàu có của hệ sinh thái mà nó hoạt động, ưu tiên tính bền vững trong các khía cạnh đa dạng nhất "nhấn mạnh rằng" dự án này nhằm tạo ra nguồn vốn toàn cầu đầu tiên hoàn toàn phụ thuộc vào năng lượng tái tạo và bền vững. "

## Các công ty tham gia
- Giám đốc quy hoạch, đường bộ, đường cao tốc và sơ đồ mạng lưới đô thị: CSCEC, Vinci SA, Egis Route[18]
- Đường cao tốc ngoại vi: ARG
- Cầu: Bouygues, Besix, Vinci SA, General Works
- Tòa nhà: CSCEC, Piccini
- Các trường đại học: Unicon
- Quốc hội khu vực: Summa
- Phủ tổng thống: Seguibat
- Tòa nhà Bộ: CSCEC